# オルセン姉妹

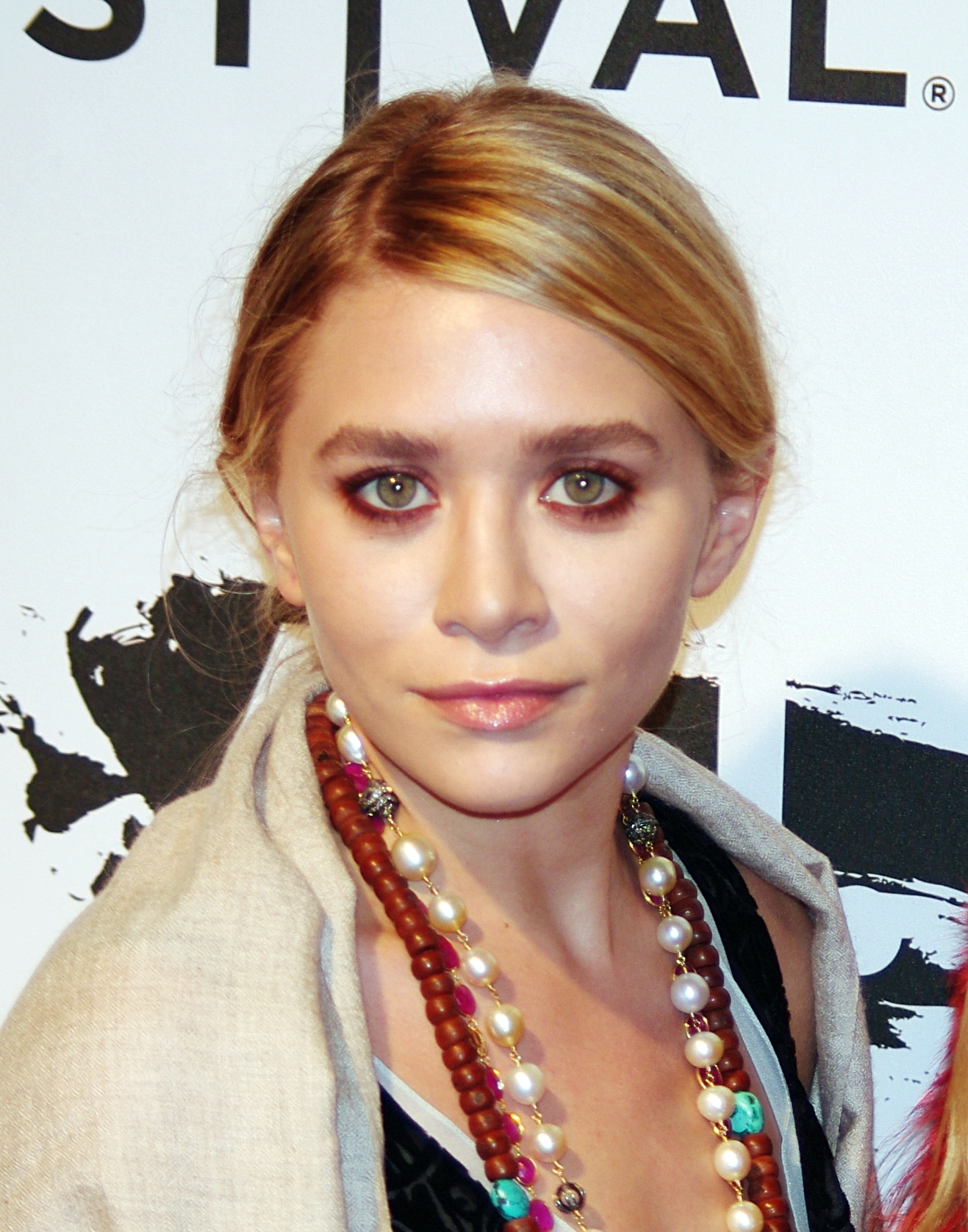
アシュレー・フラー・オルセン（2011年）

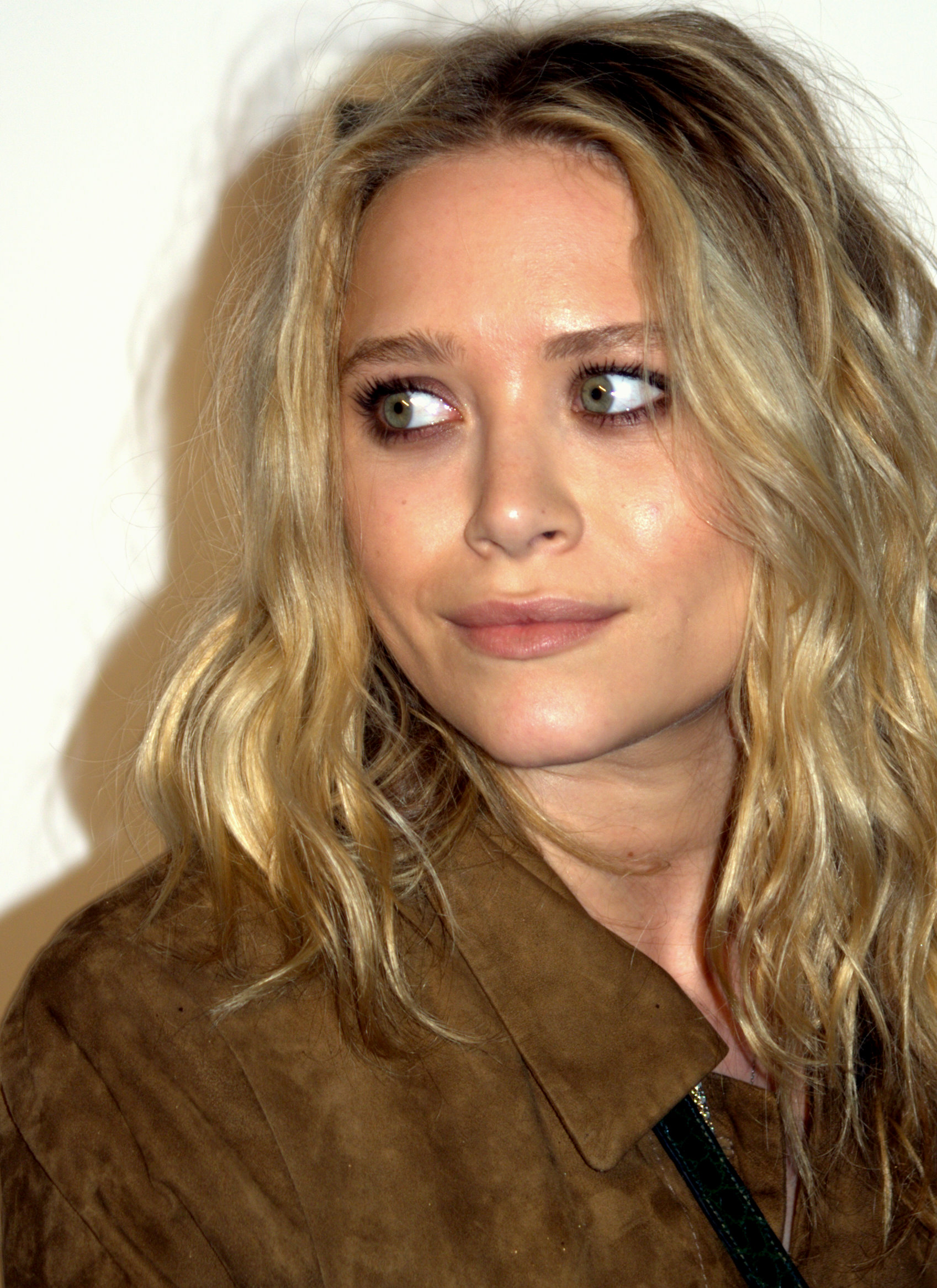

アシュレー・フラー・オルセン（Ashley Fuller Olsen）とメアリー＝ケイト・オルセン（Mary-Kate Olsen）は、アメリカ合衆国の双子の女優、ファッションデザイナー。ふたり合わせてオルセン姉妹（Olsen Twins, 1986年6月13日 - ）と呼ばれる。幼少時代は子役として活躍し、ABCのシットコム『フルハウス』のミシェル・タナー役で知名度を上げた。成人後は「エリザベス&ジェームズ」や「ザ・ロウ」などのファッションブランドの展開で商業的成功を収め、ファッション界で地位を確立している。
映画女優エリザベス・オルセンは妹であり、ファッションブランド「エリザベス&ジェームズ」の名前の由来でもある。

## 概説

### ふたりの特徴
|            | アシュレー                   | メアリー＝ケイト           |
| ---------- | ---------------------------- | -------------------------- |
| フルネーム | アシュレー・フラー・オルセン | メアリー＝ケイト・オルセン |
| 身長       | 158cm                        | 155cm                      |
| 利き手     | 右利き                       | 左利き                     |
| 目の色     | 青                           | 青と、微かな緑             |
| 顔         | 面長                         | 丸顔                       |
| 専攻       | 心理学                       | 料理                       |

一卵性双生児ではなく二卵性双生児であるが、顔立ちはよく似ている。ちなみに兄が1人、妹が2人（アシュレーから見ればメアリー=ケイトを含めて3人）、弟が1人いる。
姉妹で幼いときから活動し、セレブリティという共通点から一時期はヒルトン姉妹（パリス・ヒルトンとニッキー・ヒルトン）と比較されることも少なくなかった。

### 名前表記
アシュレーの場合、「アシュレイ」、「アシュリー」と表記されることがある。英語の発音は「アシュリー」に近い。
メアリー＝ケイトの場合は「メアリー＝ケイト」が名前であり、「メアリー」ではない（ミドルネームはない）。NHK版の『フルハウス』では「メアリー / アシュレー・オルセン」と表記されていたが、これは誤りである。
姉妹を合わせた表記としては、「Olsen Twins」の他に「Mary-Kate & Ashley Olsen」という表記がある。この表記についてジェフ・フランクリンは、『フルハウス』において「Mary Kate Ashley Olsen」と表記していたために定着したものであると説明している。

## 来歴
カリフォルニア州ロサンゼルス出身。
生後8ヶ月の時に『フルハウス』のミシェル・タナーを交互に演じてデビュー。この作品で人気子役となり、ブレイクする。5歳のころには『フルハウス』の製作指揮者ジェフ・フランクリン監督・脚本のテレビ映画『To Grandmother's House We Go』で初主演を果たした。1995年の劇場映画『ひとりっ娘2』にも出演した。また、姉妹歌唱の楽曲とアルバムもリリースしている。
8年間続いた『フルハウス』終了後はテレビ映画とオリジナルビデオを中心に出演した。テレビドラマは『ふたりはふたご』、『ふたりはお年ごろ』に出演。『フルハウス』と共にNHK教育テレビ（Eテレ）で放送され、日本でも人気となる。2004年に『ニューヨーク・ミニット』に出演した（ただし、興行不振であった）。同年にはハリウッド・ウォーク・オブ・フェームに名前が刻まれた。
アシュレーは『ニューヨーク・ミニット』を最後に出演作品はなく、2009年に俳優業を引退すると発表した。メアリー＝ケイトは2006年以降、単独で俳優業を続けていたが、2012年に俳優業の引退を表明した。引退後はファッションデザイナーの仕事に注力したため、テレビなどの出演は『エレンの部屋』などのトーク番組へ時々出演する程度となり、『フルハウス』のスピンオフ『フラーハウス』の出演も見送っている。

### ファッションデザイナーとして
子役としてテレビの仕事を共にやっていた頃から、ファッションのデザインに携わっており、12歳のころに衣服、香水、化粧品、アクセサリーを扱うファッションブランド「mary-kateandashley（メアリーケイトアンドアシュレー）」を立ち上げている（2009年に廃止）。
2006年には高級ブランド「ザ・ロウ」を設立。翌2007年には「エリザベス&ジェームズ」を設立した。2009年には先述の「mary-kateandashley」の後継ブランド「Olsenboye（オルセンボーイ）」をJCペニー専売で発売。2011年にはTシャツのブランド「StyleMint（スタイルミント）」を立ち上げる。
これらのファッションブランドの売り上げ（年間）が10億ドルを超えている。
2012年12月、姉妹はアメリカの経済誌『フォーブス』の「30歳未満で最も影響力が大きいファッション・リーダー30人」に選出された。

## ファッションブランド
姉妹が主力としている以下2銘柄は、2013年に伊藤忠商事が日本での輸入販売権を取得し、コロネットを通じて日本国内で販売を開始した。このうち「ザ・ロウ」については2018年に日本法人「ザ・ロウ・ジャパン」が設立され、販売権が同法人に移行する。
また、ハリウッド女優などに愛用者が多いことで知られている。
THE ROW（ザ・ロウ）
ブランド名はロンドンの「サヴィル・ロウ」から名付けられた。ディテールやフィット感を追求したデザインを特徴としている。
ファッション誌「Vogue」で「感動的な服」と評された。アメリカファッション協議会主催の「CFDAファッションアワード」では2012年と2015年にレディースウェア部門で受賞している。
ハンドバッグや靴も取り扱う。2016年にはヴィンテージのジュエリーをニューヨークとロサンゼルスの店舗のみで販売した
2016年にはメンズライン（紳士服）の小売りを一部で始め、2018年10月からフルコレクションの販売を開始した。
Elizabeth & James（エリザベス&ジェームズ）
アシュレーとメアリー＝ケイト共にミューズであり共同デザイナーもつとめる。名前は妹のエリザベスと兄のジェームズ＝トレントに由来する。
アップタウンの洗練された女性的要素と、ダウンタウンのカジュアルな男性的要素を、絶妙なバランスで表現したデザインを特徴としている。
ジュエリー、サングラス、靴の取り扱いがあった他、デニム素材の服「Textile Elizabeth & James（テキスタイル）」、および香水「Elizabeth & James Nirvana（ニルバナ）」も展開していた。
2019年にアメリカの百貨店「コールズ」と独占契約を結び、従来より価格を抑えた上で同店の専売ブランドとしてリニューアルすることを発表した。旧ブランドは2018年秋冬まで販売され、ロサンゼルスのショッピングモール「ザ・グローブ」にあった直営店も閉鎖している。
『フラーハウス』ではラモーナ（ソニー・ニコル・ブリンガス）がこのブランドの服を購入し、価格に驚いたキミー（アンドリア・バーバー）が「（オルセン姉妹が）ドラマに出ないはずだ」と発言する話がある。

## プロダクション
1993年に自身たちのプロダクション「Dualstar（デュアルスター）」を設立し、同時に最高経営責任者に就任している。
姉妹の子役時代は、姉妹の出演したオリジナルビデオ、テレビ映画、シットコム（『ふたりはふたご』と『ふたりはお年ごろ』）の制作をしていた。現在では制作活動は行っておらず、姉妹の映像作品、CD作品、グッズのライセンス料が主な収益となっている。なお、映像作品の制作にはワーナー・ブラザースが関わっており、ワーナー・ホーム・ビデオがソフトの販売権を持っている。ビデオ作品の総売り上げは全世界で約3千万本にのぼる。
基本的には姉妹の個人プロダクションであるが、双子俳優のディラン・スプラウスとコール・スプラウスとも契約を結んで、彼らのブランド「Sprouse Bros」も展開していた時期がある。

## 私生活
2005年に共にニューヨーク大学に進学したが、メアリー＝ケイトは中退。
メアリー＝ケイトは摂食障害を患った経験があり、2004年6月に骨と皮だけの容姿になり、リハビリ施設に入所した。3年後の2007年には緊急入院している。また、2003年には注意力欠陥障害であることを告白している。
姉妹はお互いの関係を「結婚かパートナー」と喩えている。

### 異性関係
メアリー＝ケイトは、2012年からオリヴィエ・サルコジ（ニコラ・サルコジの腹違いの弟）と交際し、2015年11月に結婚したが、2021年1月に離婚が成立。過去にはスタヴロス・ニアルコス3世と交際していた。ヒース・レジャーと交友があったが、レジャーが薬物の過剰摂取で死亡した際に関与が疑われた。
アシュレーは、過去にジャレッド・レト、ジャスティン・バーサ、ベネット・ミラー等と交際していた。2023年1月、長年交際していたアーティストのルイス・アイズナーとの結婚が報じられた。2023年8月、第一子となる男児を出産していた事が明らかとなった。

### 家族
父親は銀行員のデイビッド、母親は元バレエダンサー現マネージャーのジャーネット。兄のジェームズ＝トレント、妹で女優のエリザベス、他に腹違い（父親の再婚相手が母親）の妹弟がいる。
1995年に『フルハウス』が終了する直前に両親が離婚する。この離婚について、姉妹は雑誌で、「『フルハウス』の家族、本当の家族がなくなってしまって、悲しい」とコメントしている。

## 資産
15歳で月に500ドルまで使うことのできるクレジットカードを手にし、17歳になると上限なく自由に使えるクレジットカード（いわゆる「ブラックカード」）を手にしている。2005年時点の姉妹の総資産は推定2億7500万ドル（約300億円）に達していた。
2005年4月、Hollywood News Wireによればオルセン姉妹がニューヨークのマンハッタンの人気スポットであるウエスト・ヴィレッジに購入した8億円の高級マンションを売りに出している。このマンションはロサンゼルスからニューヨークに引っ越す前に購入した物件で姉妹は1度も住んだことがなかった。姉妹の広報担当者は「マンションを売りに出したのは2人の不仲ではなく、部屋が広すぎて改装に時間がかかるから」とコメントしている。
アメリカで最も裕福な20代であり、経済誌『フォーブス』が2007年に21歳未満のセレブリティを対象にした長者番付で推定収入が約4000万ドルで1位になった。
2009年、雑誌『INTERIEW』の3月号でメアリー＝ケイトが子役時代に姉妹で出演していた『フルハウス』について、出演時は1歳にも満たなかった姉妹のギャラが1話2400ドルだったことにふれ、「当時、私たちはお金よりもご褒美に貰えるグミー・ベア（小さなクマの形をしたグミ）の方が嬉しかった」と語っている。そして、『フルハウス』の最終シーズンの出演料は16万ドル（一人当たり8万ドル）で、当時テレビに出演する子役としては最高額であった。

## 主な出演作品

### テレビ番組
| 年        | 邦題 原題                       | 役名                     | 役名               | 備考                                      |
| 年        | 邦題 原題                       | メアリー＝ケイト         | アシュレー         | 備考                                      |
| --------- | ------------------------------- | ------------------------ | ------------------ | ----------------------------------------- |
| 1987–1995 | フルハウス Full House           | ミシェル・タナー         | ミシェル・タナー   | 192エピソード                             |
| 1992      | Hangin' with Mr. Cooper         | ミシェル・タナー         | ミシェル・タナー   | 1エピソード                               |
| 1998-1999 | ふたりはふたご Two of a Kind    | メアリー＝ケイト・バーク | アシュレー・バーク | 22エピソード                              |
| 2001-2002 | ふたりはお年ごろ So Little Time | ライリー・カールソン     | クロエ・カールソン | 26エピソード                              |
| 2001-2002 | Mary-Kate and Ashley in Action! | ミスティ                 | アンバー           | 26エピソード 声の出演                     |
| 2004      | ザ・シンプソンズ The Simpsons   | 本人役                   | 本人役             | 1エピソード 声の出演                      |
| 2007      | Weeds ママの秘密 Weeds          | タラ・リンドマン         | -                  | 8エピソード メアリー＝ケイト単独出演      |
| 2008      | サマンサ Who? Samantha Who?     | ナタリー                 | -                  | 1エピソード メアリー＝ケイト単独出演      |
| 2016      | フラーハウス Fuller House       | ミシェル・タナー         | ミシェル・タナー   | 「フルハウス」本編映像 でのライブラリ出演 |

### 映画
| 年   | 邦題 原題                                                               | 役名                             | 役名                           | 備考                     |
| 年   | 邦題 原題                                                               | メアリー＝ケイト                 | アシュレー                     | 備考                     |
| ---- | ----------------------------------------------------------------------- | -------------------------------- | ------------------------------ | ------------------------ |
| 1992 | To Grandmother's House We Go                                            | サラ・トンプソン                 | ジュリー・トンプソン           | テレビ映画               |
| 1993 | Double, Double, Toil and Trouble                                        | ケリー・ファーマー               | リン・ファーマー               | テレビ映画               |
| 1994 | The Little Rascals                                                      | 双子役                           | 双子役                         | カメオ出演               |
| 1994 | How the West Was Fun                                                    | ジェシカ・マーティン             | スージー・マーティン           | テレビ映画               |
| 1995 | ひとりっ娘2 It Takes Two                                                | アマンダ・レモン                 | アリッサ・キャラウェイ         |                          |
| 1998 | Billboard Dad                                                           | テス・タイラー                   | エミリー・タイラー             |                          |
| 1999 | ミラクルツインズ 恋の決勝ゴール Switching Goals                         | サム・スタントン                 | エマ・スタントン               | テレビ映画               |
| 1999 | パスポート to パリ Passport to Paris                                    | メラニー・ポーター               | アリソン・ポーター             | テレビ映画               |
| 2000 | Our Lips Are Sealed                                                     | マディ・パーカー                 | アビー・パーカー               |                          |
| 2001 | Winning London                                                          | クロエ・ローレンス               | ライリー・ローレンス           |                          |
| 2001 | ホリデイ・イン・ザ・サン Holiday in the Sun                             | マディソン・スチュワート         | アレックス・スチュワート       | ビデオ映画               |
| 2002 | Getting There                                                           | カイリー・ハンター               | テイラー・ハンター             |                          |
| 2002 | ラブ in ローマ When in Rome                                             | チャーリー・ハンター             | レイラ・ハンター               | テレビ映画               |
| 2003 | ザ・チャレンジ The Challenge                                            | シェーン・ダルトン               | エリザベス（リジー）・ダルトン | テレビ映画               |
| 2003 | チャーリーズ・エンジェル フルスロットル Charlie's Angels: Full Throttle | 未来のエンジェル                 | 未来のエンジェル               | カメオ出演               |
| 2004 | ニューヨーク・ミニット New York Minute                                  | ロクサーン（ロクシー）・ライアン | ジェーン・ライアン             |                          |
| 2006 | ファクトリー・ガール Factory Girl                                       | モリー・スペンス                 | -                              | メアリー＝ケイト単独出演 |
| 2008 | The Wackness                                                            | ユニオン                         | -                              | メアリー＝ケイト単独出演 |
| 2011 | ビーストリー Beastly                                                    | ケンドラ・フィルファーティ       | -                              | メアリー＝ケイト単独出演 |

### オリジナルビデオ
- Our First Video (1993年)
- The Adventures of Mary-Kate & Ashley (1994-1997年)
- You're Invited to Mary-Kate & Ashley's... (1995-2000年)
- Our Music Video (1997年)

### CDアルバム
- Brother For Sale (1992年)
- I Am The Cute One (1993年)

## その他
- 吹き替えは、子役時代はかないみか（メアリー＝ケイト）、川田妙子（アシュレー）が担当していることが多かったが、成長後は、佐古真弓（メアリー＝ケイト）、坂本真綾（アシュレー）が担当していることが多い。
- 姉妹をネタにした作品で、ウェブ番組の『Very Mary-Kate』がある。ただし、本人は一切登場せず、作中での出来事もフィクションである。